# Jimmy Garoppolo
Jimmy Garoppolo (Arlington Heights, Illinois,  2 de noviembre de 1991) es un jugador profesional de fútbol americano de Los Angeles Rams, en la posición de quarterback.

## Carrera deportiva
Jimmy Garoppolo jugó al fútbol americano universitario con las Panteras de la Universidad de Illinois Oriental los cuatro años reglamentarios (2010-2013). En su primera año inició 8 juegos como titular, lanzó para 3,456 yardas y 25 touchdowns. Luego de su debut en su primer año, inició cada uno de los siguientes juegos lanzando para 5,644 yardas y 38 touchdowns en 2011, 6,823 yardas y 40 touchdowns en 2012 y 7,050 yardas y 53 touchdowns en 2013, rompiendo el récord de más pases completados, previamente impuesto por el ex QB de los Dallas Cowboys, Tony Romo. 
En su último año, Garoppolo fue ganador del Premio Walter Payton, el cual se le da al jugador ofensivo más sobresaliente de la Football Championship Subdivision (FCS) y fue elegido en el Draft de la NFL de 2014, en la ronda número 2 con el puesto número 62 por el equipo New England Patriots.
Garoppolo llevó a los 49ers al SuperBowl LIV y como QB suplente tiene 2 SuperBowls con los New England Patriots.

## Estadísticas profesionales
Todas las estadísticas y logros son cortesía de la NFL, y Pro-Football.

### Temporada regular
| Temporada | Equipo | Juegos | Registro (V-D) | PT  | Pases | Pases | Pases | Pases | Pases | Pases | Pases | Pases | Pases  | Acarreos | Acarreos | Acarreos | Acarreos | Acarreos | Capturas | Capturas | Fumbles | Fumbles |
| Temporada | Equipo | Juegos | Registro (V-D) | PT  | Comp  | Att   | Pct   | Yds   | YPA   | Lg    | TD    | Int   | Índice | Att      | Yds      | Prom     | Lg       | TD       | Cap      | Yds      | Fum     | Perd    |
| --------- | ------ | ------ | -------------- | --- | ----- | ----- | ----- | ----- | ----- | ----- | ----- | ----- | ------ | -------- | -------- | -------- | -------- | -------- | -------- | -------- | ------- | ------- |
| 2014      | NE     | 6      |                | 0   | 19    | 27    | 70.4  | 182   | 6.7   | 37    | 1     | 0     | 101.2  | 10       | 9        | 0.9      | 9        | 0        | 5        | 36       | --      | --      |
| 2015      | NE     | 5      |                | 0   | 1     | 4     | 25.0  | 6     | 1.5   | 6     | 0     | 0     | 39.6   | 5        | -5       | -1.0     | -        | 0        | 0        | 0        | --      | --      |
| 2016      | NE     | 6      | 2-0            | 2   | 43    | 63    | 68.3  | 502   | 8.0   | 37    | 4     | 0     | 113.3  | 10       | 6        | 0.6      | 10       | 0        | 3        | 15       | 2       | 1       |
| 2017      | SF     | 6      | 5-0            | 5   | 120   | 178   | 67.4  | 1,560 | 8.8   | 61    | 7     | 5     | 96.2   | 15       | 11       | 0.7      | 8        | 1        | 8        | 57       | 1       | 0       |
| 2018      | SF     | 3      | 3              | 53  | 89    | 59.6  | 718   | 8.1   | 5     | 3     | 90.0  | 8     | 33     | 4.1      | 0        | 13       | 97       | 4        | 0        | 1–2      |         |         |
| 2019      | SF     | 16     | 16             | 329 | 476   | 69.1  | 3,978 | 8.4   | 27    | 13    | 102.0 | 46    | 62     | 1.3      | 1        | 36       | 237      | 10       | 5        | 13–3     |         |         |
| Total     | Total  | 42     | 26             | 565 | 837   | 67.5  | 6,946 | 8.3   | 44    | 21    | 100.0 | 94    | 116    | 1.2      | 2        | 65       | 442      | 17       | 6        | 21–5     |         |         |
‡ Career totals accurate as of the end of Week 17 of the 2019 regular season.
|-
|-style="background-color: #eee;"
! colspan=2 | Carrera !!23!!7-0!!7!!183
!272
!67.3
!2,250
!8.3
!61!!12
!5!!99.7
!40!!21!!0.5!!10!!1!!16!!108!!3!!1
|}